# Cäsar Cascabel

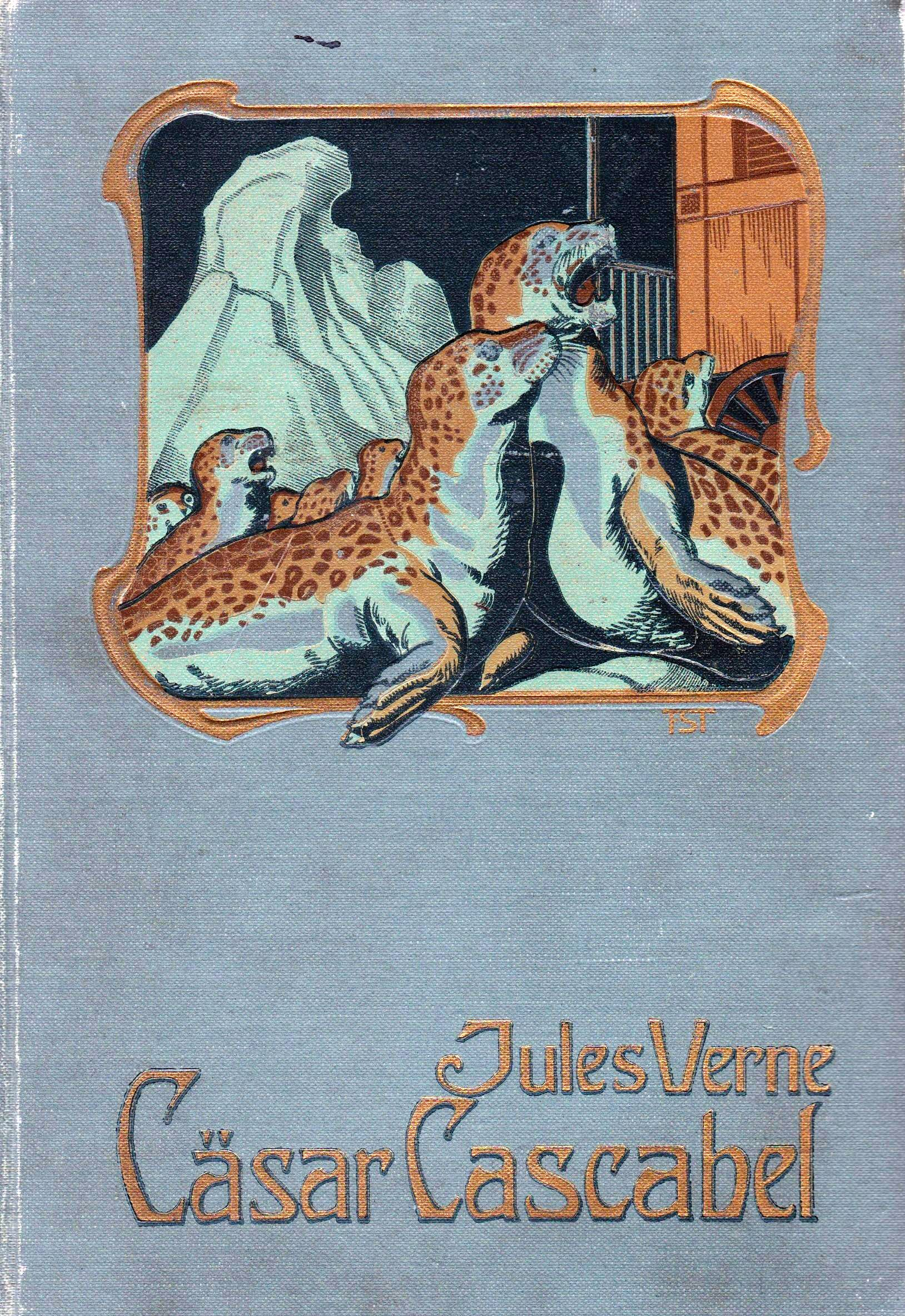
Einband um 1900

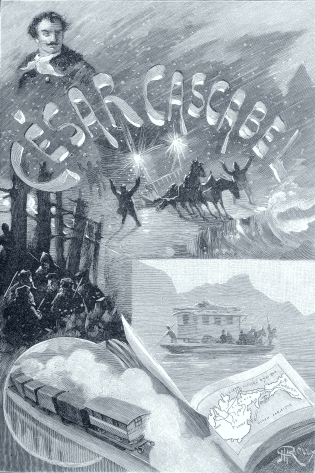
Titelseite der französischen Originalausgabe mit einer Illustration des Zeichners George Roux

Cäsar Cascabel ist ein Roman des französischen Autors Jules Verne. Der Roman wurde erstmals als Buch 1890 von dem Verlag Pierre-Jules Hetzel unter dem französischen Titel César Cascabel veröffentlicht. Der Roman wurde vom 1. Januar 1890 bis zum 15. Dezember 1890 vorab im Magasin d’Éducation et de Récréation in Band 51 und 52 abgedruckt. Die erste deutschsprachige Ausgabe erschien 1891 unter dem Titel Cäsar Cascabel. Der englische Titel des Romans lautet César Cascabel.

## Handlung

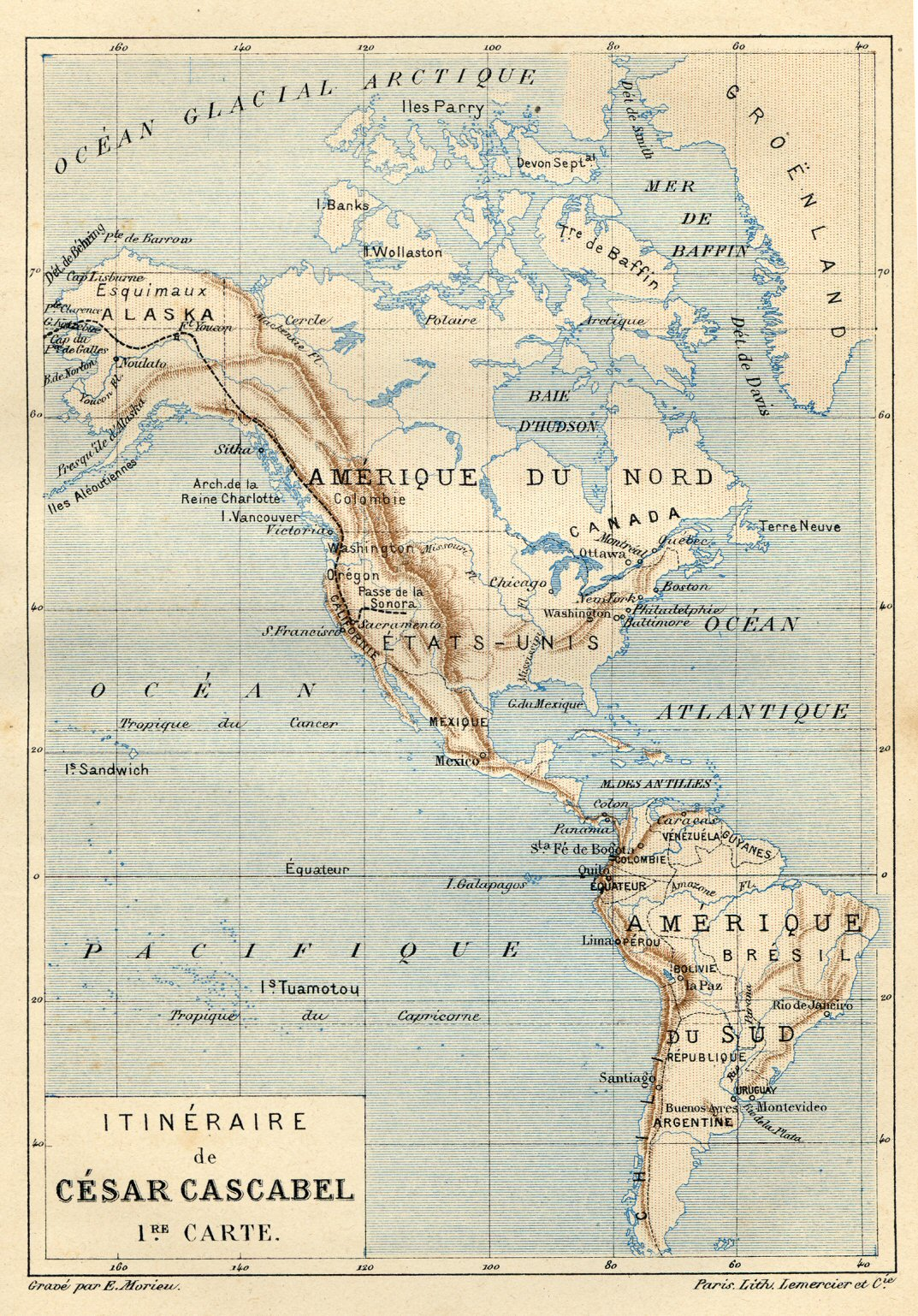
Karte aus dem Roman, gezeichnet von George Roux

Cäsar Cascabel zieht als Artist schon seit vielen Jahren durch die USA. Seine Truppe, die aus Gauklern und Artisten besteht, setzt sich vor allem aus Angehörigen seiner Familie (Ehefrau Cornelia, die Söhne Jean und Xander, die Tochter Napoleone) zusammen. Cäsar kommt zu dem Entschluss, dass es an der Zeit ist, mit seiner Familie in seinem Jahrmarktswagen in seine französische Heimat zurückzukehren. Er muss auch seine Ersparnisse sicher transportieren. Zu diesem Zweck verwendet er eine schwere Geldkassette. Diese weckt dann aber die Begehrlichkeit der angeheuerten Führer. Diese stehlen die Kassette und fliehen mit den Pferden. Das verhindert den ursprünglichen Reiseplan von Cäsar Cascabel, die USA zu durchqueren und in New York an Bord eines Transatlantikdampfers zu gehen.
Cäsar Cascabel beschließt daraufhin, einen ungewöhnlichen Weg nach Frankreich zu wählen. Er wählt den schwierigeren Weg über Kalifornien, Kanada, Alaska und die zugefrorene Beringstraße nach Sibirien. Von dort aus will er über Land durch das südliche Sibirien und Zentralrussland bis nach Frankreich reisen. Er beabsichtigt, unterwegs durch Vorstellungen die Reisekasse aufzubessern. Ziemlich unbedarft tritt er seine Reise an. Politische Widrigkeiten behindern jedoch seinen Reiseweg. Der gerade noch rechtzeitig erfolgte Verkauf Alaskas von Russland an die USA macht den Grenzübertritt überhaupt erst möglich.
Behindert wird die Reise durch Überfälle, Intrigen und das Auftauchen der jungen hübschen Indianerin Kayette, an die Cäsars ältester Sohn Jean sein Herz hängt. Cäsar Cascabel begegnet Deserteuren, politischen Sträflingen und dem russischen Adligen Graf Narkine, der als politische Verbannter versucht, inkognito seine Heimat zu erreichen und sich der Reisetruppe auf ihrem unkonventionellen Reiseweg anschließt.
Bei der zu früh angetretenen Überquerung der Beringstraße brechen die Zugpferde im Eis ein, und der Reisewagen wird auf einer Eisscholle im Nordmeer Richtung Westen abgetrieben. Sie stranden schließlich auf einer der Liakhoff-Inseln, wo sie in die Gefangenschaft der dort lebenden Ureinwohner geraten. Erst durch einen Trick Cäsar Cascabels (die Götzenbilder der Insulaner „befehlen“ quasi die Freilassung der Artistentruppe – tatsächlich waren es nur Cäsars Bauchrednerkünste) lässt man sie ziehen. Zwei auf dieser Insel gestrandete Russen, die sich als Matrosen ausgeben, begleiten die Familie Cascabel. Sie sind allerdings der wahren Identität des mitreisenden Russen Sergius alias Graf Narkine auf die Spur gekommen und planen, ihn damit zu erpressen, ihn an die russischen Behörden zu verraten.
Der letzte Reiseabschnitt führt die Zirkusleute von der nordsibirischen Küste in südwestlicher Richtung über den Ural in die Stadt Perm. Während einer Vorstellung von Die Räuber des Schwarzwaldes kann Cäsar die den Grafen Narkine erpressenden Bösewichte an die Behörden ausliefern. Sein Sohn Xander führt seit der Etappe in Alaska einen Goldklumpen mit sich, für den er eine hübsche Geldsumme erzielen kann – es wird aber nicht klar, ob dieser Klumpen wirklich 20.000 Rubel wert ist, die der durch eine Amnestie des Zaren mittlerweile wieder in seine alten Rechte eingesetzte Graf Nakrine dafür zahlt. Die Rückreise in die Normandie und die Zukunft der Familie sind somit gesichert.

## Verfilmung
- Der Roman ist 2001 in Frankreich als Animationsfilm verfilmt worden.